# Az Egyesült Királyság parlamentje
Az Egyesült Királyság törvényhozó hatalmának letéteményese Nagy-Britannia és Észak-Írország Egyesült Királyságának Parlamentje (Parliament of the United Kingdom of Great Britain and Northern Ireland), nem hivatalos néven brit parlament (British Parliament) vagy egyesült királysági parlament (UK parliament). A Parlamentet három, elvben egyenjogú alkotmányos tényező alkotja: az uralkodó, a felső- és az alsóház (Lordok Háza és Képviselőház). Székhelye és a két képviselőház gyűléseinek helyszíne a Westminster-palota, London belvárosának City of Westminster kerületében.

## A Parlament házai

### A felsőház
A Lordok háza (House of Lords) hivatalos teljes neve Nagy-Britannia és Észak Írország Egyesült Királysága Parlamentben összegyűlt nagyméltóságú lelki és világi urai (The Right Honourable the Lords Spiritual and Temporal of the United Kingdom of Great Britain and Northern Ireland in Parliament assembled). Jelenleg nyolcszázöt tagja van. A főrendek közül huszonöten az angol egyház (Church of Englad) püspökei és a skót egyház (Church of Scotland) felügyelői, akik a kormányzati padsorokban foglalnak helyet, ők a lelki urak (Lords Spiritual). Kívülük kilencven örökletes főrend (hereditary peers) tagja a háznak, akiket a Királyság örökletes főrendjei maguk között titkos szavazással választanak. Ketten hivataluknál fogva tagok, míg a többiek olyan élethossziglani főrendek (life peers), akiket a miniszterelnök javaslatára az uralkodó nemesített. Ők nemesítésüktől életfogytig jogosultak a ház munkájában részt venni. A parlamenti főrendek e megbízatásukért díjazásban nem részesülnek, azonban ülésnaponként 300 font adómentes költségtérítésre jogosultak.

### Az alsóház
A Képviselőház (House of Commons) hivatalos teljes nevén Nagy Britannia és Észak Írország Egyesült Királysága Parlamentben összegyűlt méltóságos közrendjei (The Honourable the Commons of the United Kingdom of Great Britain and Northern Ireland in Parliament assembled). Hatszázötvenen vannak, mindnyájan a Parlament tagja (Member of Parliament) címet viselik. Megbízatásukat valamennyien egyéni választókerületekben nyerik. Az ország területe a parlamenti tagok számának megfelelő számú választókerületre van felosztva. A szavazás közvetlen és titkos, a választójog általános és egyenlő. A legtöbb szavazatot elnyerő jelölt jut a Képviselőházba. A Septennial Act (a hétéves törvény) 1716-os becikkelyezése előtt a parlamentek megbízatása legfeljebb három évre szólt. Egy 1911-es törvénymódosítás változtatta a hétéves szabályt ötre. Általános választást tehát legalább ilyen sűrűn kell tartani. A 2011-ben elfogadott Fixed-term Parliaments Act (a parlamentek határozott idejű megbízatásáról szóló törvény) az alsóház feloszlásának és feloszlatásának lehetőségét korlátozta, hogy lehetőleg minden parlament öt évig tartson.

## A Parlament és a Kormány kapcsolata
A Parlament mindkét házának tagjai megoszlanak a kormányzati és az ellenzéki pártok között. A Főrendiházban ún. crossbencher-ek is ülnek, akik sem Őfelsége kormányát (His/Her Majesty's Government), sem leghűbb ellenzékét (Most Loyal Opposition) nem támogatják hivatalosan, minden szavazáson a pártfegyelem kötelmei nélkül döntenek egy törvényjavaslat támogatása vagy elvetése mellett. Az alkotmányos szokás megkívánja, hogy a Kabinet tagjai, a korona miniszterei (Ministers of the Crown, megfelelnek a magyar minisztereknek) legyenek a Képviselőház tagjai. A miniszteriális főhivatalok (ministerial departments, megfelelnek a magyar minisztériumoknak) junior miniszterei (Junior Ministers, megfelelnek a magyar államtitkároknak) lehetnek a parlamenti főrendek is, de kivételes esetekben előfordul, hogy a Parlamenten kívüli politikus tölt be ilyen tisztségeket.

## Története
Nagy-Britannia Parlamentje 1707-ben alakult meg, miután Anglia Parlamentje és Skócia Parlamentje becikkelyezték az Angol Királyság és a Skót Királyság egyesülési szerződését. Az 1800-as egyesülési törvény alapján, amit Nagy-Britannia Parlamentje és Írország Parlamentje fogadott el, a két parlament egyesüléséből jött létre az Egyesült Királyság Parlamentje. Az Ír Szabad Államnak az Egyesült Királyságtól való 1922-es elszakadását követően alakult ki a ma is ismert egyesült királysági parlament.